# Gedson Fernandes
Gedson Carvalho Fernandes (* 9. Januar 1999 in São Tomé, São Tomé und Príncipe) ist ein portugiesischer Fußballspieler. Er steht bei Spartak Moskau unter Vertrag. Er hält die portugiesische sowie die Staatsbürgerschaft seines Geburtslandes.

## Karriere

### Verein
Fernandes begann beim portugiesischen Klub SC Frielas mit dem Fußballspielen. Als Zehnjähriger wechselte er in die Nachwuchsabteilung von Benfica Lissabon; sein ehemaliger Verein soll für ihn 250 Euro sowie 25 Fußbälle erhalten haben. Zum Ende seiner Ausbildung hin erreichte er mit der A-Jugend Benficas das Finale der UEFA Youth League 2016/17, wo die Mannschaft gegen den FC Salzburg verlor.
Nach Einsätzen für die Reserve kam der Stürmer ab der Saison 2018/19 auch für die erste Mannschaft zum Einsatz. Er wurde neben der heimischen Liga auch im Pokal, im Ligapokal sowie im Europapokal eingesetzt. Im Frühjahr 2019 schied Fernandes mit Benfica im Viertelfinale der Europa League gegen Eintracht Frankfurt aus, konnte aber mit dem Verein den nationalen Meistertitel gewinnen.
Mitte Januar 2020 wurde Fernandes in die englische Premier League an Tottenham Hotspur verliehen. Das Leihgeschäft galt bis zum Ende der Saison 2020/21 und beinhaltete im Anschluss daran eine Kaufoption. Für den Rest der Saison 2020/21 wurde Fernandes an Galatasaray Istanbul ausgeliehen.
Nach einer erneuten Leihe zu Çaykur Rizespor verpflichtete Beşiktaş Istanbul Gedson Fernandes im Juli 2022 fest. Die Ablösesumme betrug 6 Millionen Euro für 50 % der Transferrechte. Im Juli 2025 erwarb Besiktas die vollen Transferrechte für weitere 10 Millionen Euro, um ihn daraufhin für 20,78 Millionen Euro an Spartak Moskau zu verkaufen.

### Nationalmannschaft
Am 6. September 2018 debütierte der U17-Europameister von 2016 im Rahmen eines Freundschaftsspiels gegen Kroatien unter Nationaltrainer Fernando Santos in der A-Nationalmannschaft Portugals.

## Erfolge
Benfica Lissabon
- Portugiesischer Meister: 2019

Portugal
- U17-Europameister: 2016